# Oakdale (Nebraska)
Oakdale est un village du comté d'Antelope, dans l'État du Nebraska, aux États-Unis. En 2020, il comptait une population de 276 habitants.